# Carbonea aggregantula
Carbonea aggregantula är en lavart som först beskrevs av Johannes Müller Argoviensis och som fick sitt nu gällande namn av Paul Diederich och Dagmar Triebel. 
Carbonea aggregantula ingår i släktet Carbonea, och familjen Lecanoraceae. Arten är reproducerande i Sverige.